# 米勒峰 (森蒂納爾嶺)

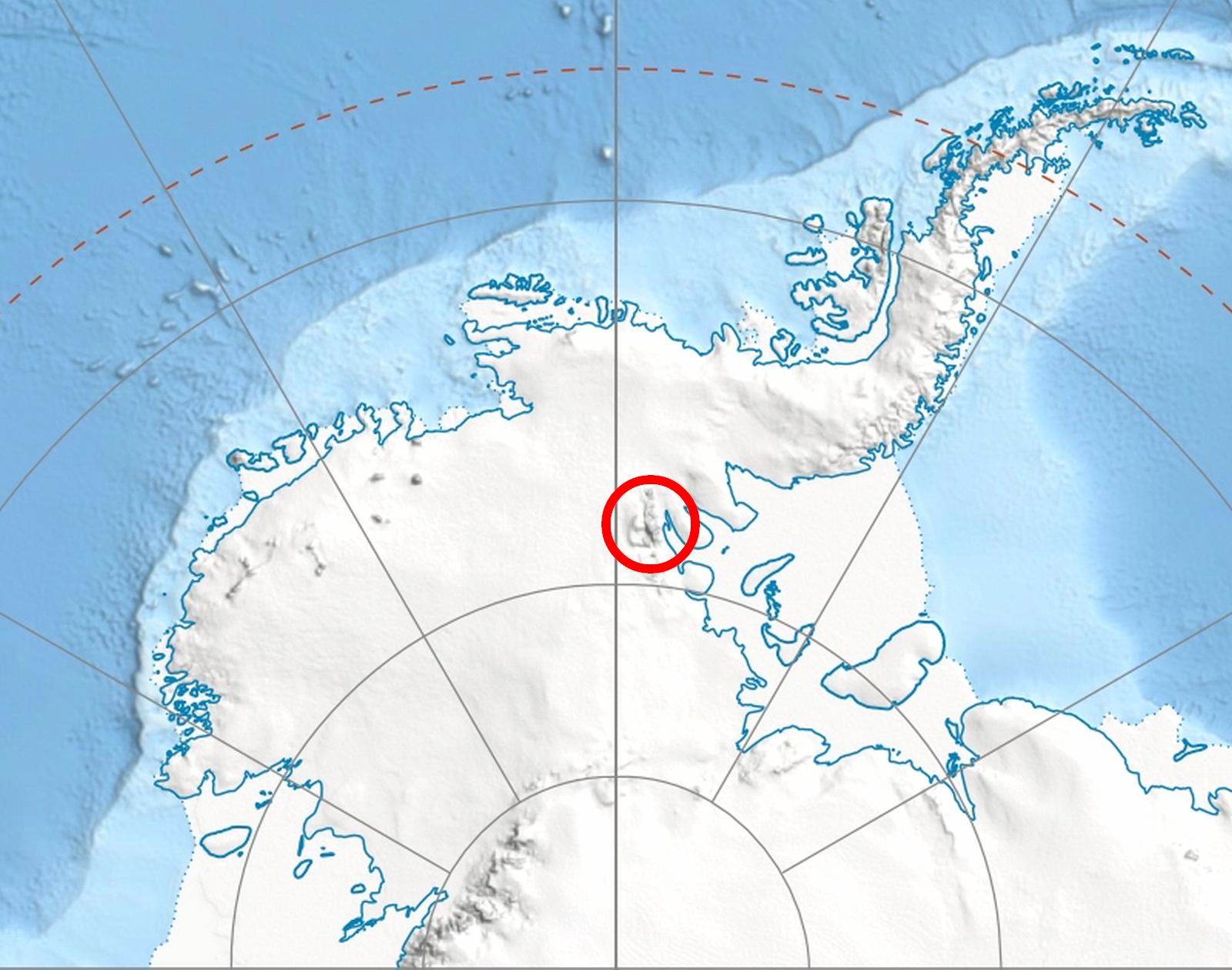

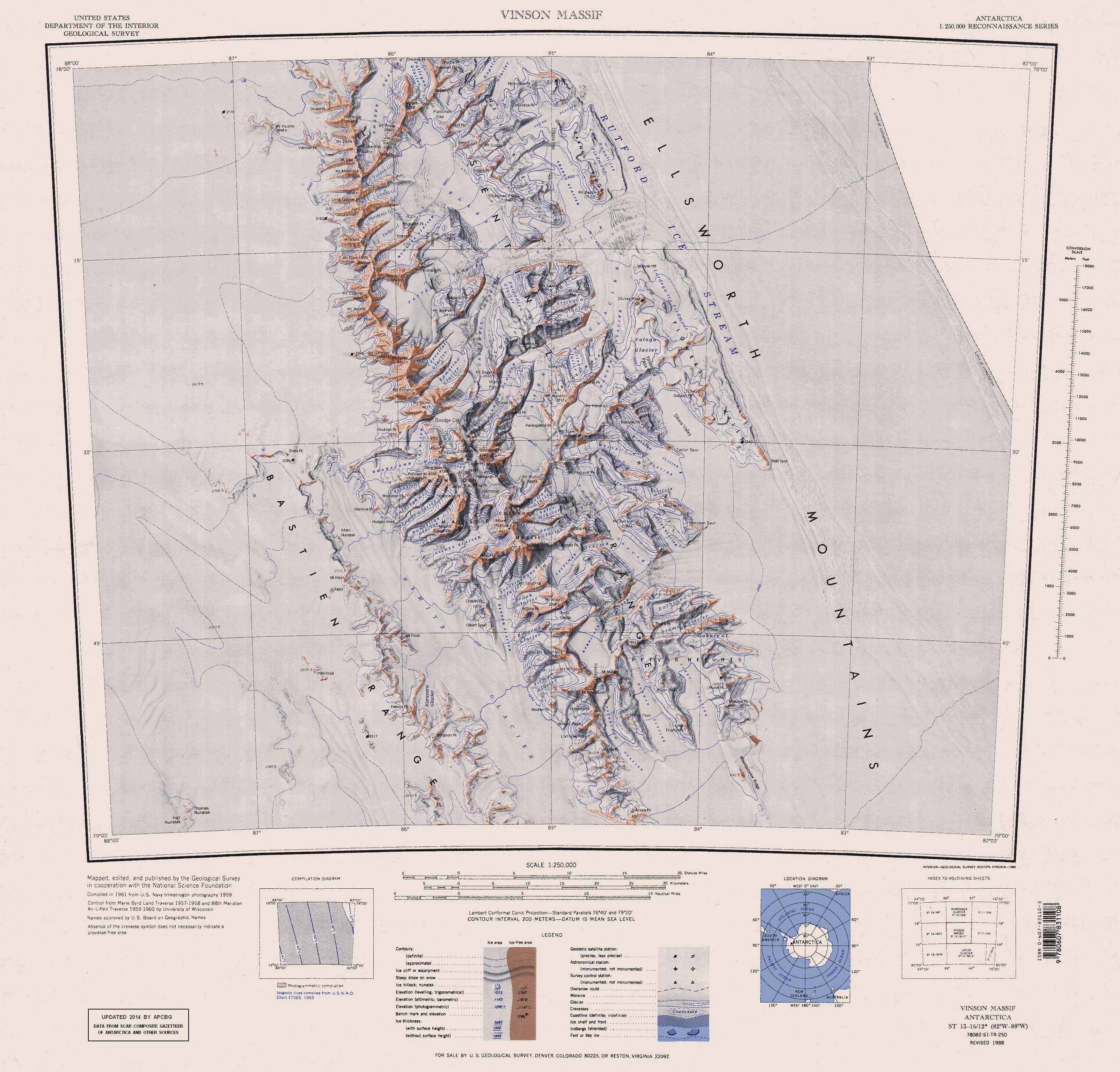

米勒峰是南極洲的山峰，位於埃爾斯沃思地，屬於埃爾斯沃思山脈中森蒂納爾嶺的一部分，處於哈德曼冰川和凱里冰川之間，美國地質調查局根據測量和該國海軍的空中照片繪入地圖。

## 外部連結
- SCAR Composite Antarctic Gazetteer（页面存档备份，存于）

78°49′S 84°14′W / 78.817°S 84.233°W